# 棒纹牛蛭
棒纹牛蛭（学名：Poecilobdella javanica）为医蛭科牛蛭属的动物，俗名爪哇拟医蛭。分布于印度尼西亚、印度、孟加拉、上中缅甸以及邻近中国的边界地区以及中国大陆的云南等地，多见于沼泽、池塘、沟渠及稻田里。该物种的模式产地在印度尼西亚爪哇岛。